# Gordon Schildenfeld
Gordon Schildenfeld, född 18 mars 1985 i Šibenik, Jugoslavien (nuvarande Kroatien), är en kroatisk fotbollsspelare som spelar för Šibenik. Han har även representerat Kroatiens fotbollslandslag. Han har tidigare spelat för bland andra Beşiktaş, Sturm Graz, Eintracht Frankfurt, Dynamo Moskva, PAOK och Panathinaikos.

## Landslagskarriär
Schildenfeld debuterade för Kroatiens landslag den 14 november 2009 i en 5–0-vinst över Liechtenstein. Han var med i Kroatiens trupp vid fotbolls-EM 2012, VM 2014 och EM 2016.